# Papua Nya Guinea vid världsmästerskapen i friidrott 2023
Papua Nya Guinea tävlade vid världsmästerskapen i friidrott 2023 i Budapest i Ungern mellan den 19 och 27 augusti 2023.

## Resultat
Papua Nya Guineas trupp bestod av en idrottare.

### Herrar
Gång- och löpgrenar
| Idrottare   | Gren      | Försöksheat | Försöksheat | Semifinal        | Semifinal        | Final            | Final            |
| Idrottare   | Gren      | Resultat    | Placering   | Resultat         | Placering        | Resultat         | Placering        |
| ----------- | --------- | ----------- | ----------- | ---------------- | ---------------- | ---------------- | ---------------- |
| Leroy Kamau | 200 meter | 21,18 0SB0  | 8           | Gick inte vidare | Gick inte vidare | Gick inte vidare | Gick inte vidare |